# 植村吉明
植村吉明（日语：／ Uemura Yoshiaki ?，1912年1月28日—1973年5月20日），日本兵庫縣人，為原子物理學家。他在日治臺灣接受中學教育，並在戰後成為京都大學理學部物理學博士。植村吉明曾任職於臺北帝國大學以及京都大學，並曾在臺灣參與臺北帝國大學物理學講座荒勝文策教授團隊於1934年完成的東亞首次原子核擊破實驗。植村吉明也曾參與重建戰後被聯合國軍最高司令官總司令部下令拆除的京都大學加速器，並對真空技術方面抱持著高度的興趣。1973年5月，植村吉明晉升正教授，但也在同月20日因病與世長辭，享壽61歲。逝世後，京都大學化學研究所特別出版《京都大學化學研究所報告》植村吉明特別紀念刊號，以紀念他的貢獻。

## 生平

### 早年

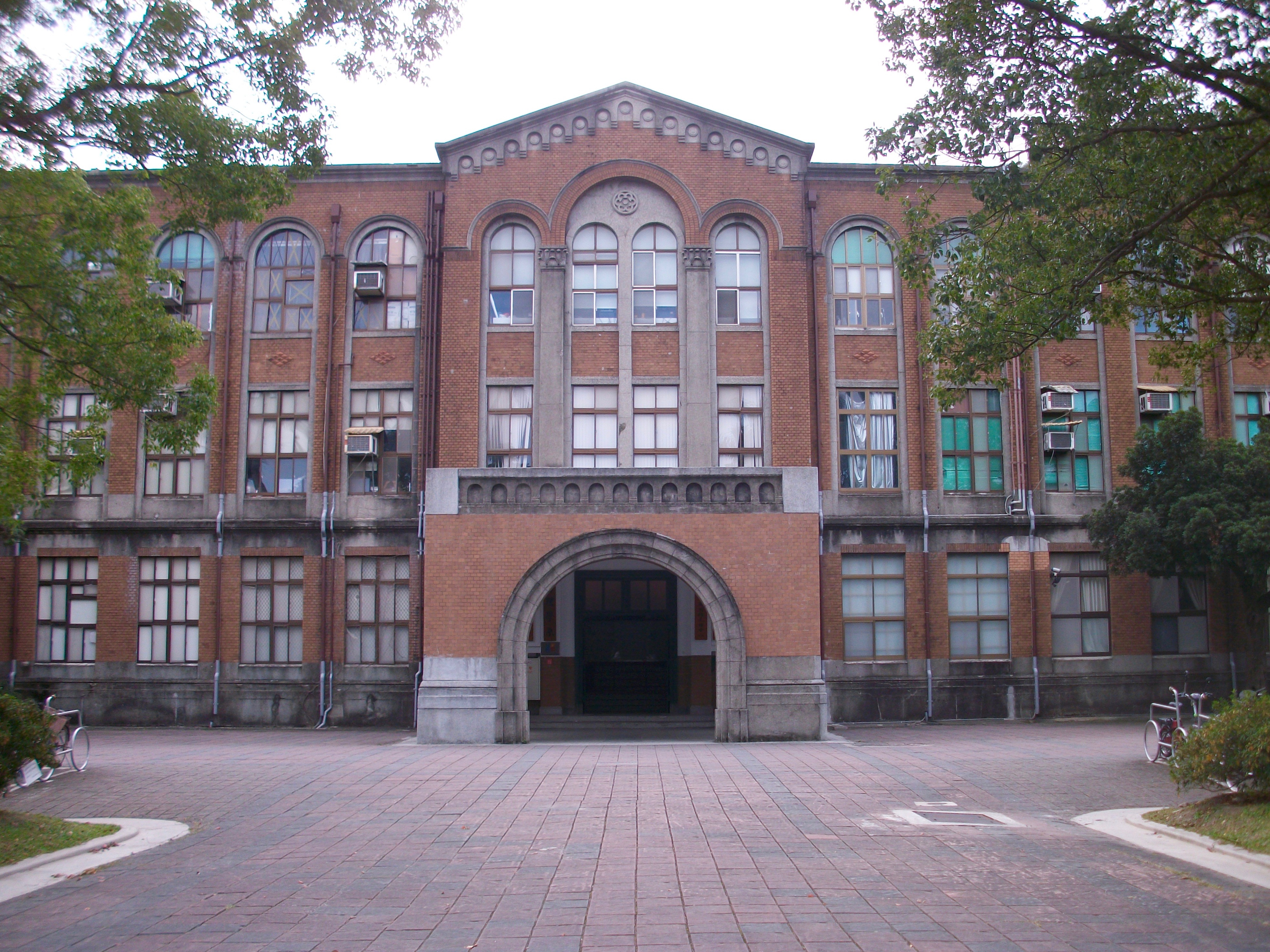
建成於1931年5月3日的臺北帝國大學理化學教室校舍，即臺大二號館，物理學講座即設於其中。現內有臺大物理文物廳，即為當年荒勝文策等人建造加速器處。

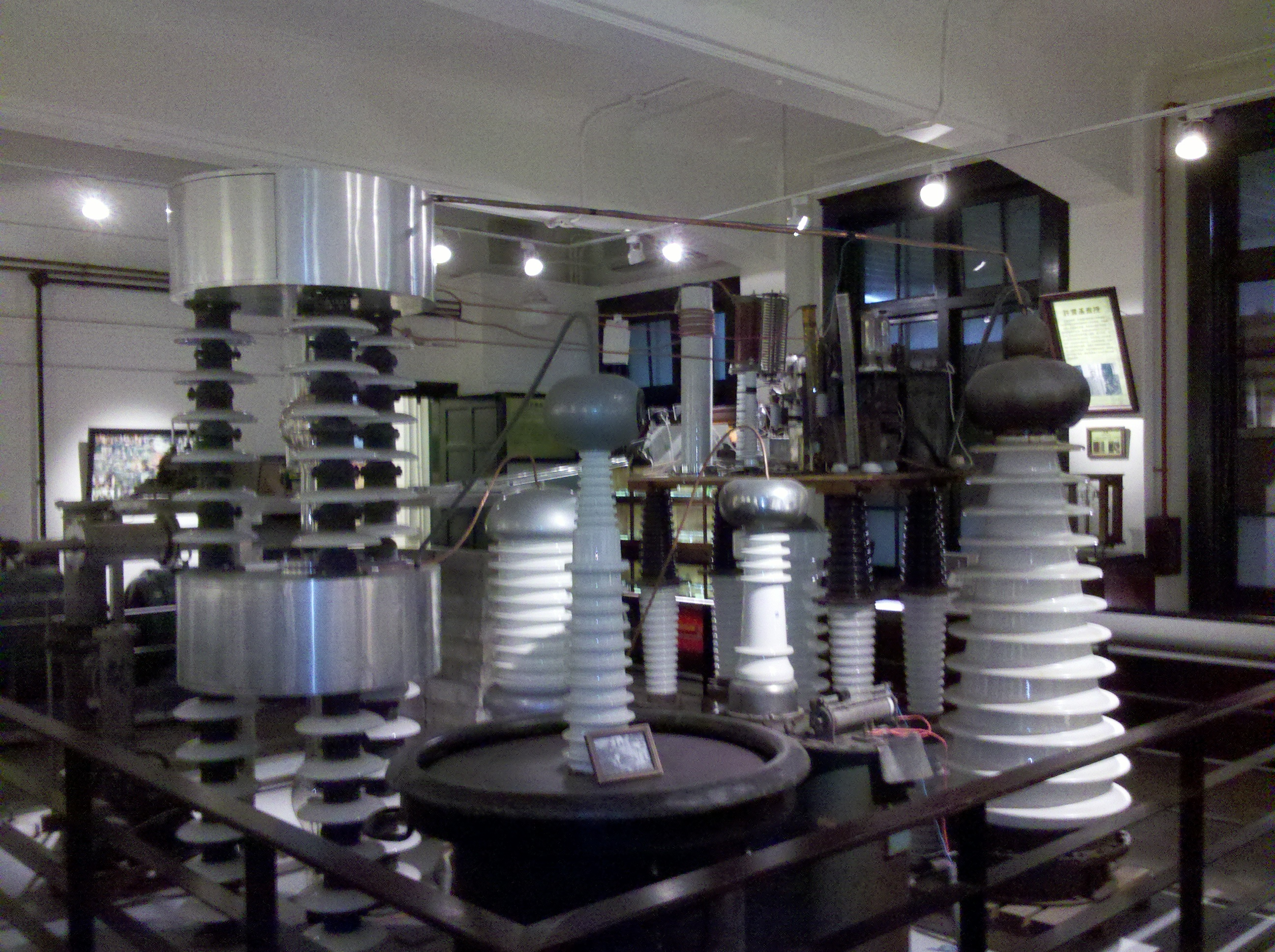
目前展示於臺大物理文物廳的考克饒夫－瓦耳頓型直線粒子加速器

植村吉明在1912年1月28日生於日本兵庫縣的一個小村莊中。隨後，他與家人一同遷居到當時屬於日本領土的臺灣，並在該處接受教育。1929年，他從臺北的一間技職型高中畢業，並在同年至臺北帝國大學任職，加入了物理學講座教授荒勝文策的實驗團隊，成為其雇員，從此開啟了他的核物理研究生涯。
1932年4月《自然》雜誌裏有一篇論文專門描述英國劍橋大學卡文迪西實驗室怎樣用考克饶夫-瓦尔顿加速器製造快速質子來促成鋰蛻變，該年也因此被稱作核物理的「奇蹟年」。聽聞此消息之後，荒勝團隊立即投入物理學講座全部資源，建造直線粒子加速器以追試此實驗:101:574。當時日本本土另有兩個實驗室作同樣的原子核實驗：一個是東京理化的仁科芳雄研究團隊，另一個是大阪大學的菊池正士研究團隊。至於臺灣的研究團隊則是資源最少，設備最差，而且人是最少的:106。
1934年7月25日晚間:578，荒勝團隊成功完成人工撞擊原子核實驗。此為亞洲第一次，世界第二次成功實驗:21。為了紀念實驗的成功，眾人推舉木村毅一之提案，決定在加速器下的水泥小屋的木製門上，由木村毅一用白色油漆留下此實驗成功的日期:578。當時日本的物理學界為此實驗之成功感到震驚:106。1935年，仁科芳雄赴臺聽取荒勝文策對該次實驗結果的報告之後，便邀請荒勝團隊成員回到京都帝國大學:107。於是隔年植村吉明便隨荒勝文策與木村毅一二人一同轉任京都帝國大學。他們也將加速器之主設備攜回日本內地，但留下了相關的次要設備，成為臺大日後重建該加速器的重要基礎:121。至於臺北帝大物理學講座由專長於宇宙射線物理的河田末吉接手:119。

### 京都大學時期

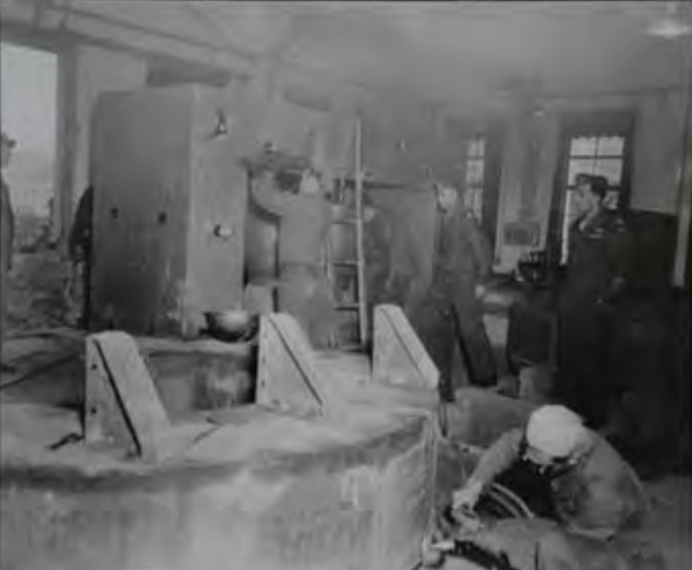
正在被拆除中的京都大學荒勝研究室加速器

1936年，植村吉明回到了京都帝國大學，並且在1939年10月成為研究助理，加入京都帝大化學研究所的荒勝實驗室:107。他們也在京大建造了考克饒夫－瓦耳頓型加速器，該加速器可將粒子加速至約50萬電子伏特的能量:575。除了利用加速器進行實驗，植村吉明也曾在荒勝文策的領導之下，協同木村毅一利用宇宙射線進行高能物理研究，並將其實驗結果發表至1937年8月的《自然》雜誌上。
1945年第二次世界大戰結束，日本戰敗，京都帝國大學改名為京都大學。之後，聯合國軍最高司令官總司令部於該年9月28日下令禁止日本進行有關原子物理與航空學的研究:111，拆除荒勝研究室的迴旋加速器並將之傾倒入琵琶湖。由於這造成許多研究資料的喪失，且該設施純為學術性用途，該次拆除行動被多位學者質疑有無其必要性，並引來了國際間的一陣撻伐:116。1948年4月，植村吉明成為京大的講師，隨後並於1952年8月升任為助理教授。1949年，植村吉明在荒勝文策的指導之下，進行關於17MeV與6.1MeV光子在不同物質下吸收係數的研究並發表論文，並於1951年7月以該篇論文得到了京都大學理學博士學位:96。
在原子物理學相關研究之外，植村吉明在這段期間也曾進行應用物理學方面的研究。1949年7月，植村吉明與柳父琢治為了改進鉛筆，曾經對鉛筆芯與紙張之間的摩擦係數做研究，比較各種結構的鉛筆芯在這方面之差異。同年12月，他們二位更與吉田俊夫一同對黏土的性質做研究，比較其吸水性與可塑性。到了1951年，他們三人更對黏土和矽石的介電特性差異做分析比較。另外，植村吉明也曾和木村毅一與山下佐明一起在1949年發表論文，介紹荒勝研究室的齒輪零件自動選擇裝置。
1951年，美國解禁日本核物理實驗，木村毅一隨後重建被拆除的核子物理研究室:575，植村吉明也從隔年開始參與重建工程。1956年京大加速器重建完成，植村吉明也在這段期間關注核物理技術的發展，尤其對真空技術方面抱持著高度的興趣。直到1970年，京大加速器被拆除重組，植村吉明再度負責京大加速器的改良，並於1973年5月晉升正教授。然而同月20日植村吉明也因病逝世，享壽61歲。

### 身後
1974年1月，京都大學化學研究所特別以其刊物《京都大學化學研究所報告》出版植村吉明特別紀念刊號，以紀念植村吉明的貢獻。在文中，水渡英二說「植村吉明教授是個具有意志力且具備溫暖人格的人。他被所有認識他的人所喜愛，他富有責任感而且被他的老少朋友所信任」，並認為他的一生是「自我犧牲的人生」。
到了2004年，臺大物理系決定重組加速器，並在次年由許雲基等人一同重建原子核實驗室成為臺大物理文物廳，於該年11月21日正式開幕:151。植村吉明的女婿森田恆雄以及孫女森田真理子等人也代表荒勝團隊的後代參與了物理文物廳開幕典禮。森田真理子當天更特別穿著和服，並參與由許雲基主持的感恩祭典，一同上香祈福。

## 學術著作
- 《小型易操作高速離子產生器的製作》，1935年[24]。
- 《特定輕元素被氫離子與氘離子撞擊的人工核遷變實驗研究（鋰-6與硼-11之兩種不同衰變路徑相對出現機率）》，1936年[25]。
- 《由宇宙射線引發的鉛中子釋出》，1937年[12]。
- 《具有線性放大器的計數器》，1940年[26]。
- 《製作光彈性試驗片凝膠》，1949年[27]。
- 《論鉛筆芯的摩擦係數與其易寫程度之關係》，1949年[15]。
- 《17MeV，6.1MeV的γ射線之多種物質吸收係數的測定》，1949年[14]。
- 《論17,6MeV的γ射線與Cu⁶³(γ・n)Cu⁶²之反應》，1949年[28]。
- 《黏土的研究(第2報)》，1949年[16]。
- 《齒輪零件的自動選擇裝置》，1949年[18]。
- 《從介電特性看黏土和矽石的差異》，1951年[17]。
- 《真空技術VI》，1958年[29]。

## 外部連結
- 臺灣大學原子核物理數位典藏資料庫 （页面存档备份，存于）（繁體中文）
- 臺灣大學物理文物廳 （页面存档备份，存于）（繁體中文）
- 國立臺灣大學物理學系 （页面存档备份，存于）（繁體中文）
- 京都大学物理與天文學系 （页面存档备份，存于）（日語）
- 京都大学化学研究所 （页面存档备份，存于）（日語）